# Dramatis personæ
Dramatis personæ (łac. „osoby dramatu”) – zestaw postaci występujących w danym utworze dramatycznym. Określenie ma rodowód średniowieczny. Obecnie w jego miejsce stosuje się zapis Występują lub Osoby. Spis ten umieszczany jest na początku tekstu, jeszcze przed utworem. Niekiedy, szczególnie w najnowszej dramaturgii, autor rezygnuje z wyliczenia bohaterów ze względu na zatarcie definicji bohatera dramatycznego. Czasami zwrot dramatis personæ jest używany również jako spis ważniejszych postaci występujących w książce.